# Абу-Шхаде, Сами
Сами Абу-Шхаде (араб. سامي ابو شهادة‎, ивр. סאמי אבו שחאדה‎, род. 19 декабря 1975, Лод, Центральный округ) — арабский израильский политик, член кнессета, лидер партии Балад с 23 января 2021 года.
По профессии — консультант по вопросам образования.

## Биография
Абу-Шхаде родился в Лоде в мусульманской семье и вырос в Яффо. Он учился в средней школе Терра Санта, католической школе, расположенной в Старом Яффо.
Абу-Шхаде получил степень магистра по истории Ближнего Востока в Тель-Авивском университете и защитил докторскую диссертацию о Яффо как культурном центре во время британского мандата.

## Политическая карьера
Абу-Шхаде был членом городского совета Тель-Авив-Яффо в течение ряда лет до 2013 года от фракции Яффо. Он также был директором молодёжного движения Яффо.
На выборах в Кнессет 22-го созыва он занял третье место в списке Балада после ухода на пенсию Мазена Гнаима, а после объединения с другими арабскими партиями занял 13-е место в Объединённом списке. В январе 2021 года он был избран председателем партии Балад на предварительных выборах.